# سفری کوتاه به بهشت
سفری کوتاه به بهشت (انگلیسی: A Little Trip to Heaven) فیلمی به کارگردانی بالتاسار کورماکور است که در سال ۲۰۰۵ منتشر شد.

## بازیگران
- فارست ویتاکر
- جولیا استایلز
- جرمی رنر
- پیتر کایوتی
- ایو گلدبرگ
- جونا اسکانالان
- فیلیپ جکسون